# Сё Сэй
Сё Сэй (尚 清, 1497—1555) — король государства Рюкю с 1526 по 1555 год. Он был пятым сыном короля Сё Сина, которому он наследовал.
1534 году на Рюкю прибыла китайская миссия саппо от императора Мин Цзяцзина. Послы Чэнь Кань (кит. трад. 陳侃) и Гао Чэнь (кит. трад. 高澄) вручили Сё Сэю инвеституру императора.
Сё Сэй подавил восстание на Амами и Осима в 1537 году и в том же году принял меры по улучшению защиты от вако.
При нем имелись торговые миссий иностранными странами как Патани (1490—1543) и Сиамом (1425—1570).
Сё Сэй умер в 1555 году, и ему наследовал его второй сын Сё Гэн.